# Мері Маккормак
Мері Маккормак (англ. Mary McCormack, нар. 8 лютого 1969) — американська акторка, найбільш відома за ролями в телесеріалах «Одне вбивство» (1995—1997), «Західне крило» (2004—2006) і «У звичайному вигляді» (2008—2012), а також за фільмами «Зіткнення з безоднею» (1998), «Справжній злочин» (1999), «Пограбування по-англійськи» (2001), «Планета Ка-Пекс» (2001) і «1408» (2007).

## Життєпис
Мері Кетрін Маккормак народилася 1969 року в Плейнфілді, Нью-Джерсі.
З липня 2003 року одружена з телевізійним режисером і продюсером Майклом Моррісом. Народила трьох дочок: Маргарет Маккормак-Морріс (нар. 03.09.2004), Роуз Маккормак-Морріс (нар.15.05.2007) і Лілліан Маккормак-Морріс (нар. 10.09.2011).

## Кар'єра
Маккормак почала свою кар'єру у віці 12 років, а після з'являлася, головним чином, у театрі. Вперше популярності досягла після ролі в телесеріалі «Одне вбивство», який транслювався з 1995 по 1997 рік, потім перейшла в кіно, спочатку знімаючись в незалежних фільмах, а далі в великих, голлівудських.
Маккормак досягла популярності роллю в телесеріалі «Західне крило», який приніс їй дві номінації на Премію Гільдії кіноакторів США. З 2008 по 2012 рік виконувала головну роль в телесеріалі «У звичайному вигляді», про жінку, яка займається захистом особливо важливих свідків. На початку 2012 року Маккормак була запрошена на головну роль у пілоті комедійного серіалу для каналу ABC, про жінку, яка була важливим босом, а зараз стала безробітною матір'ю з двома дітьми-підлітками. У 2013 році вона знялася в провальному сіткомі NBC «Ласкаво просимо в сім'ю», який був знятий з ефіру після трьох епізодів.
У 2008 році Маккормак була номінована на премію «Тоні» за роль у бродвейській п'єсі «Боїнг-Боїнг».

## Фільмографія
| Год       | Назва українською                         | Назва англійською                         | Роль                   | Примітки           |
| --------- | ----------------------------------------- | ----------------------------------------- | ---------------------- | ------------------ |
| 1994      | Закон і порядок                           | Law & Order                               | Рікі                   | епізод: «Вдвічі»   |
| 1994      | Диво на 34-й вулиці                       | Miracle on 34th Street                    | Мірна Фой              | У титрах           |
| 1995      |                                           | Backfire!                                 | Сара Джексон           |                    |
| 1995-1997 |                                           | Murder One                                | Джастін Епплтон        | 41 епізод          |
| 1997      | Колін Фітц                                | Colin Fitz Lives!                         | Мойра                  |                    |
| 1997      | Частини тіла                              | Private Parts                             | Елісон Стерн           |                    |
| 1997      |                                           | Murder One: Diary of a Serial Killer      | Джастін Епплтон        | міні серіал        |
| 1997      | День батька                               | Fathers' Day                              | Вірджинія Фаррелл      |                    |
| 1997      |                                           | The Alarmist                              | Саллі                  |                    |
| 1998      | Зіткнення з безоднею                      | Deep Impact                               | Андреа Бейкер          |                    |
| 1998      |                                           | Harvest                                   | Бекка Анслінгер        |                    |
| 1999      |                                           | Getting to Know You                       | Лейла Лі               |                    |
| 1999      | Справжній злочин                          | True Crime                                | Мішель Циглер          |                    |
| 1999      | Таємниця Аляски                           | Mystery, Alaska                           | Донна Бібе             |                    |
| 1999      |                                           | The Big Tease                             | Моніка                 |                    |
| 2000      |                                           | Other Voices                              | Анна                   |                    |
| 2000      | Клуб розбитих сердець: Романтична комедія | The Broken Hearts Club: A Romantic Comedy | Анна                   |                    |
| 2000      | Супершпіон                                | Gun Shy                                   | Глорія Мінетті Несстра |                    |
| 2000      |                                           | East of A                                 | Дафні                  |                    |
| 2001      |                                           | More, Patience                            |                        | телефільм          |
| 2001      | Медісон                                   | Madison                                   | Бонні Маккормік        |                    |
| 2001      | Пограбування по-англійськи                | High Heels and Low Lifes                  | Френсіс                |                    |
| 2001      |                                           | World Traveler                            | Маргарет               |                    |
| 2001      | Планета Ка-ПЕКС                           | K-PAX                                     | Рейчел Пауелл          |                    |
| 2001      |                                           | BigLove                                   | Фібі                   |                    |
| 2002      |                                           | Julie Lydecker                            | Джулі Лайдекер         |                    |
| 2002      | У всій красі                              | Full Frontal                              | Лінда                  |                    |
| 2003      |                                           | Dickie Roberts: Former Child Star         | Грейс Фінні            |                    |
| 2003      |                                           | K Street                                  | Меґі Морріс            | 10 епізодів        |
| 2003-2006 | Швидка допомога                           | ER                                        | Деббі                  | 6 епізодів         |
| 2004      |                                           | Traffic                                   | Керол Маккей           | міні серіал        |
| 2004-2006 | Західне крило                             | The West Wing                             | Кейт Гарпер            | 44 епізоди         |
| 2006      |                                           | Right at Your Door                        | Лексі                  |                    |
| 2006      |                                           | For Your Consideration                    | Жінка-паломник         |                    |
| 2007      | 1408                                      | 1408                                      | Лілі                   |                    |
| 2008-2012 | На виду                                   | In Plain Sight                            | Мері Шеннон            | 61 епізод          |
| 2008      | Закон и порядок. Преступное намерение     | Law & Order: Criminal Intent              | Мері Шеннон            | епізод: «Контракт» |
| 2009      |                                           | Streetcar                                 | Кастинг-директор       |                    |